# Кампанела (Виченца)
Кампанела је насеље у Италији у округу Виченца, региону Венето.
Према процени из 2011. у насељу је живело 149 становника. Насеље се налази на надморској висини од 702 м.